# Secció radar equivalent

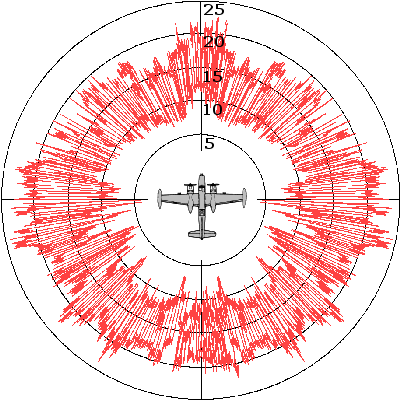
Diagrama RCS típic (A-26 Invader)

La secció radar equivalent (amb acrònim anglès RCS), també anomenada signatura del radar, és una mesura de com és detectable un objecte pel radar. Un RCS més gran indica que un objecte es detecta més fàcilment.
Un objecte reflecteix una quantitat limitada d'energia del radar cap a la font. Els factors que influeixen en això inclouen:
- el material amb què es fa l'objectiu;
- la mida de l'objectiu amb relació a la longitud d'ona del senyal de radar il·luminador;
- la mida absoluta de l'objectiu;
- l'angle d'incidència (angle en què el feix del radar arriba a una part determinada de l'objectiu, que depèn de la forma de l'objectiu i de la seva orientació a la font del radar);

Secció equivalent de radar monostàtica (RCS) d'una esfera metàl·lica perfectament conductora en funció de la freqüència (calculada per la teoria de Mie). L'eix x és la freqüència relativa, definida com el nombre de longituds d'ona a la circumferència, i igual al nombre d'ona multiplicat per el radi, és a dir, frel = 2πR/λ = k*R. L'eix y és el RCS relatiu a l'àrea projectada de l'esfera, és a dir, σ/(πR^2). Les asímptotes són σ/(πR^2) = 9*(frel)^4 a la regió de baixa freqüència (Rayleigh) (λ > 2πR) i σ/(πR^2) = 1 al límit d'alta freqüència (òptica) (λ << R).

- Secció equivalent de radar monostàtica (RCS) d'una esfera metàl·lica perfectament conductora en funció de la freqüència (calculada per la teoria de Mie). L'eix x és la freqüència relativa, definida com el nombre de longituds d'ona a la circumferència, i igual al nombre d'ona multiplicat per el radi, és a dir, frel = 2πR/λ = k*R. L'eix y és el RCS relatiu a l'àrea projectada de l'esfera, és a dir, σ/(πR^2). Les asímptotes són σ/(πR^2) = 9*(frel)^4 a la regió de baixa freqüència (Rayleigh) (λ > 2πR) i σ/(πR^2) = 1 al límit d'alta freqüència (òptica) (λ << R).[3]l'angle reflectit (angle en què el feix reflectit surt de la part de l'objectiu; depèn de l'angle d'incidència);
- la polarització de la radiació transmesa i rebuda respecte a l'orientació de l'objectiu.

Tot i que és important per detectar objectius, la força de l'emissor i la distància no són factors que afecten el càlcul d'un RCS perquè RCS és una propietat de la reflectivitat de l'objectiu.
La secció transversal del radar s'utilitza per detectar avions en una àmplia variació de rangs. Per exemple, una aeronau furtiva (que està dissenyada per tenir una baixa detectabilitat) tindrà característiques de disseny que li donen un RCS baix (com ara pintura absorbent, superfícies planes, superfícies específicament inclinades per reflectir el senyal en un altre lloc que no sigui cap a la font), ja que oposat a un avió de passatgers que tindrà un alt RCS (metall nu, superfícies arrodonides eficaçment garantides per reflectir algun senyal a la font, moltes protuberàncies com els motors, les antenes, etc.). RCS és integral per al desenvolupament de la tecnologia de radar sigil, especialment en aplicacions que involucren avions i míssils balístics. Les dades RCS dels avions militars actuals estan majoritàriament molt classificades.
Els valors típics d'un radar d'ona centímetre són:
- Insecte: 0,00001 m²
- Ocell: 0,01 m²
- Avions sigils: <0,1 m² (p. ex F-117A: 0,001 m²)
- Míssil terra-aire: ≈0,1 m²
- Humans: 1 m²
- avió de combat petit: 2–3 m²
- avió de combat gran: 5–6 m²
- Avions de càrrega: fins a 100 m²
- Vaixell de comerç costaner (55 m d'eslora): 300–4000 m²
- Reflector de cantonada amb 1,5 m longitud de vora: ≈20.000 m²[7][8]
- Fragata (103 m de llargada): 5.000–100.000 m²
- Vaixell portacontenidors (212 m longitud): 10.000–80.000 m²